# Kamov Ka-60
El Kamov Ka-60 (en ruso: Ка-60), también conocido como «Kasatka» (Касатка, "Orca") es en su concepto original, un helicóptero de transporte medio, de la Fuerza Aérea Rusa que hizo su primer vuelo el 24 de diciembre de 1998. El Ka-60 Kasatka, fue creado por un equipo de diseño bajo la supervisión del Ingeniero Vyacheslav Krygin, para ser el reemplazo del viejo Mil Mi-8 del Ejército Ruso. El Kasatka es capaz de transportar tropas, armas y municiones en el campo de batalla, evacuaciones casuales, transporte de carga usando el gancho externo, reconocimiento "todo-tiempo" y servir como plataforma de designación para barcos de guerra (versión naval).
Kamov mostró el Ka-60 por primera vez en 1997, su primer vuelo al mando del piloto de pruebas Vladimir Lavrovs se produjo el 24 de diciembre de 1998 según registraron los diarios locales, y su presentación internacional fue en una muestra aérea en Moscú en el 1999. Kamov había anunciado que la producción comenzaría en el año 2003 en la RSK MiG Lukhovitsky Machine Building Plant cerca de Moscú, también han desarrollado una versión utilitaria civil denominada Ka-62. El Ka-60 tiene una velocidad máxima de 300 km/h, y un alcance máximo con combustible interno de 625 km. Cerca del 60% del peso de su estructura es de materiales compuestos, sus rotores son resistentes a proyectiles de 23 mm. La cabina puede transportar 16 soldados equipados, en el rol evacuación médica transporta 3 médicos y 6 literas con pacientes, dispone de aire acondicionado. El piloto y el copiloto/artillero están sentados lado a lado. La carga máxima a transportar es 2.000 kg (interna) y en el gancho externo es de 2.750 kg .    

## Diseño y desarrollo

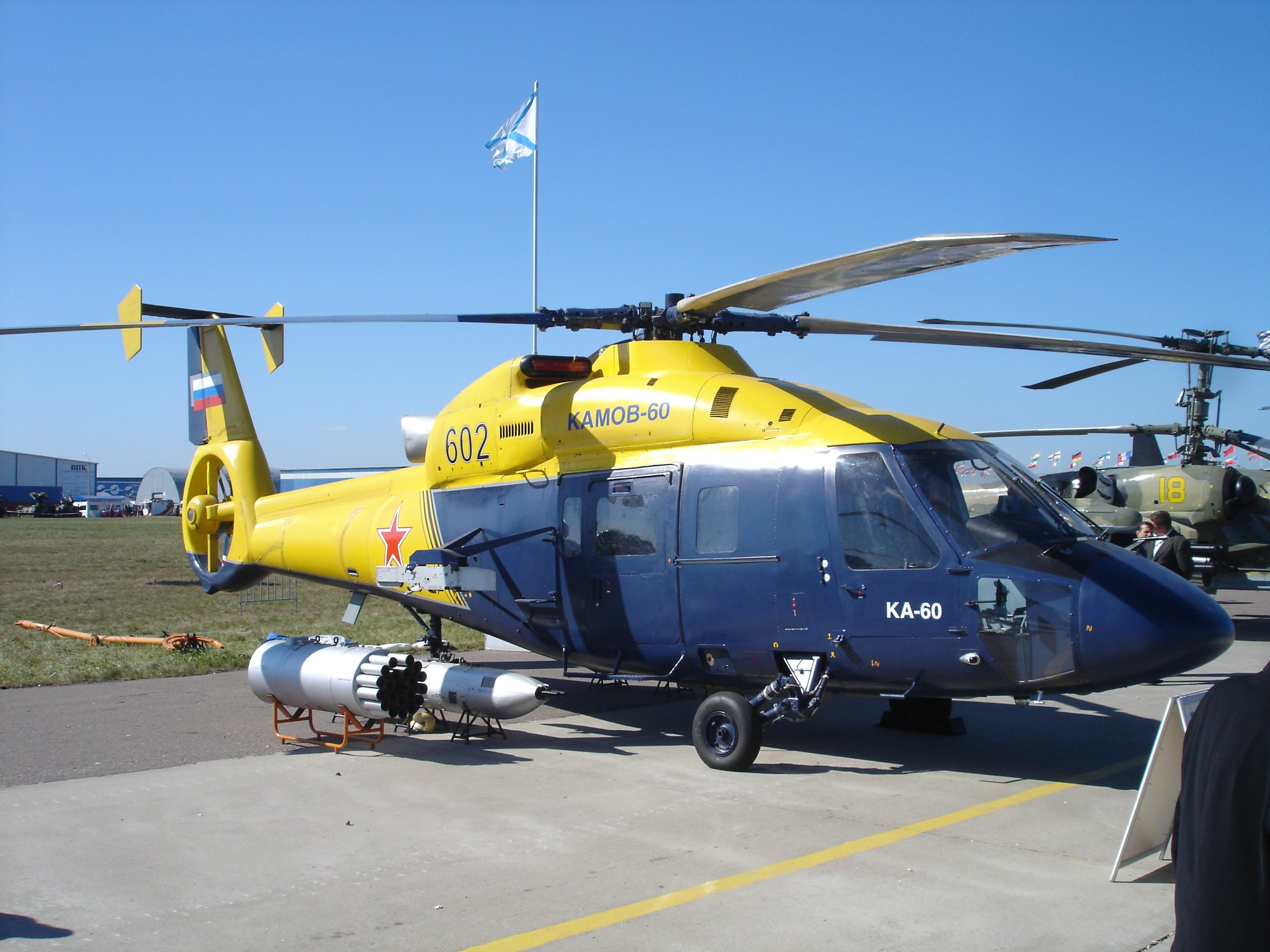
Kamov Ka-60 en el MAKS 2005.

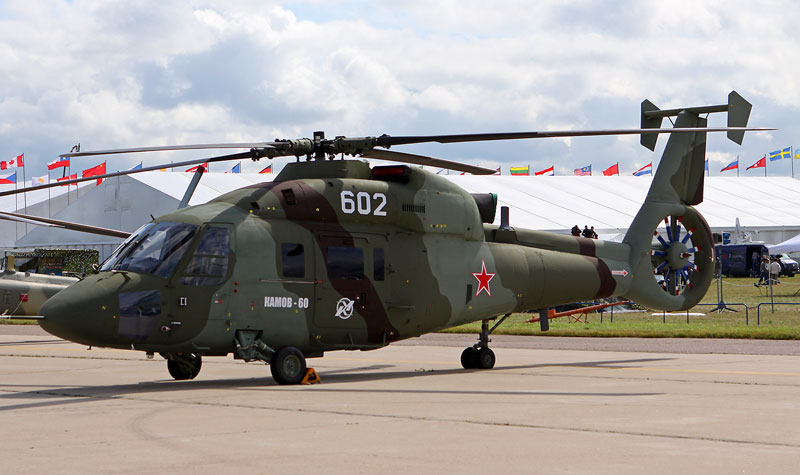
Kamov Ka-60 en la exhibición MAKS de 2009.

Como reemplazo del viejo Mil Mi-8 del Ejército Ruso el Ka-60 Kasatka fue diseñado con motores autosellables para prevenir explosiones y palas de rotor principal capaces de soportar impactos de proyectiles de hasta 25 mm. Los principales sistemas y unidades poseen idénticas copias de seguridad (en un helicóptero no solo hay, por ejemplo un altímetro, sino que trae, como mínimo otra unidad previendo posibles fallos) situados en posiciones estratégicas. En caso de aterrizajes de emergencia, las bajas serían mínimas o nulas debido a novededosos procedimientos para aterrizaje de emergencia y el diseño de asientos que absorben energía de impacto. 
Los sistemas del motor por su diseño son resistentes al hielo y a gran cantidad de polvo del ambiente (por ejemplo el desierto). Las palas del rotor principal tienen un sistema eléctrico que controla la acumulación de hielo en las mismas, y poseen a su vez una cubierta de "no-acumulación". El Ka-60 tiene un rotor de cola de tipo Fenestron, que está montado dentro de una sección circular larga (las palas están dentro de la cola, como en el RAH-66 "Comanche" americano). El modelo civil puede tener varios colores, sin embargo, el Kasatka normalmente es negro (ideal para identificarlos rápidamente).
El Kasatka posee una señal óptica baja (una forma que le confiere a larga distancia la cualidad de ser menos detectable por sistemas ópticos, como podría ser un M113 "Vulcan"), radar (contiene elementos absorbentes de la energía o "firma de radar") e infrarrojos (la posición de los motores y su escape de gases hacia abajo hace que los misiles infrarrojos tengan un menor porcentaje de acierto en su contra). Es a su vez sumamente silencioso en vuelo (en comparación con modelos de helicópteros más antiguos) debido a su bajo ángulo en las palas del rotor principal. 
El helicóptero tiene una versión civil idéntica, el Ka-62. El modelo militar del Kasatka está actualmente certificado cumpliendo las regulaciones de vuelo civiles (Occidentales inclusive), y todo su equipamiento es "doméstico" (usado por otros helicópteros de uso civil). Ambos modelos están comandados por dos pilotos y tienen el espacio para llevar 14 pasajeros. La versión militar posee una funda especial que lo mantiene fuera de la vista cuando está en tierra (en especial en aeropuertos compartidos entre civiles y militares). 
El Ka-60 tiene un mercado militar local de unas 200 unidades (Fuerzas Terrestres de Rusia, Policía Fronteriza y el Ministerio de Asuntos Internos ruso). Diseñado como un reemplazo para el Mil Mi-8, el Ka-60 es muy utilizado en funciones de reconocimiento, para transporte de fuerzas de asalto aéreas, interferencia radio-electrónica, misiones de operaciones especiales y para varias misiones de transporte ligero. Son esperadas en el tiempo futuras variantes para ventas al extranjero (exportación). La fabricación de dichos modelos tendría muy posiblemente lugar en la ciudad rusa de Ulán-Udé.

## Versiones
- Ka-60 : modelo multi-rol básico.
- Ka-60U : entrenamiento.
- Ka-60K : transporte.
- Ka-60R : reconocimiento. Otras versiones dirigidas a las luchas antitanque y anti-helicóptero.
- Ka-62: modelo civil para el mercado doméstico de Rusia.
- Ka-62M : modelo estándar. Certificado en Occidente, equipado con dos motores General Electric T700/CT7-2D1 y rotor principal de cinco palas.
- Ka-64 Sky Horse: versión naval reportada con rotor de cola de cuatro palas estándar.

## Operadores
Rusia
- Fuerza Aérea Rusa: 7 en servicio[2]

## Especificaciones

### Características generales
- Tripulación: 2
- Capacidad: 16 soldados completamente pertrechados o 3 médicos y 6 literas con pacientes.
- Carga: 2000 kg (interna) / 2750 kg (externa)
- Longitud: 13,5 m (44,2 ft)
- Diámetro rotor principal: 14,5 m (47,6 ft)
- Altura: 4,2 m (13,8 ft)
- Peso vacío: 4400 kg (9697,6 lb)
- Peso cargado: 6750 kg (14 877 lb)
- Peso útil: 2750 kg (6061 lb)
- Planta motriz: 2× Turboeje RD-600V.
  - Potencia: 969 kW (1336 HP; 1318 CV) cada uno.
- Hélices: Rotor principal cuatripala y rotor de cola tipo fenestron

### Rendimiento
- Velocidad máxima operativa (Vno): 300 km/h (186 MPH; 162 kt)
- Velocidad crucero (Vc): 270 km/h (168 MPH; 146 kt)
- Alcance: 625 km (337 nmi; 388 mi)
- Alcance en ferry: 1050 m (3445 ft)
- Techo de vuelo: 5100 m (16 732 ft)
- Régimen de ascenso: 10,4 m/s (2047 ft/min)

### Armamento
- Ametralladoras: 2× ametralladoras de 7.62 mm y 12.7 mm
- Cohetes: 

  - 2 x pods de cohetes de 80 mm B-8V-7
- Otros: Una amplia variedad de armamento en las diferentes versiones.

### Desarrollos relacionados
- Kamov Ka-62

### Aeronaves similares
- HAL Dhruv
- Eurocopter AS 365 Dauphin
- Eurocopter AS 565 Panther
- AgustaWestland AW109
- Bell 430
- Sikorsky S-76